# Слохтерен
Слохтерен (нидерл. Slochterenо файле) — бывшая община на севере Нидерландов, в провинции Гронинген. Состоит из 22 деревень и хуторов. Административный центр — деревня Слохтерен (с населением около 2,5 тыс.жителей). 1 января 2018 года Слохтерен вошёл в состав новой общины Мидден-Гронинген.
Слохтерен расположен в центральной части провинции Гронинген. Для этой общины характерной чертой является череда маленьких деревень, в основном разделённых фермерскими угодьями. Большинство хозяйств тяготеет к выстраиванию связей с близлежащими городами, такими как Хогезанд, Гронинген и Делфзейл. Среди достопримечательностей Слохтерена выделяют усадьбу Fraeylemaborg.